# محمد بن عقيل البلخي
محمد بن عقيل‌ ابن الأزهر بن عقيل، أبو عبد الله البلخي (236هـ‍ - 316هـ‍)، محدث بلخ، كان حافظًا كبيرًا، وكان ثقة من أوعية الحديث.

## روايته للحديث النبوي
- سمع: علي بن خشرم، وحَمّ بن نوح، وعباد بن الوليد الغبري، وعلي بن إشكاب، ومحمد بن الفضل، وطبقتهم بخراسان، والعراق.
- حدث عنه: محمد بن عبد الله الهندواني، وعبد الرحمن بن أبي شريح، وجماعة من أهل تلك الديار.

## مصنفاته
صنف:
- «المسند الكبير».
- « التاريخ».
- «الأبواب»